# ۷۰۸۰۹۰ (فیلم)
«۷۰۸۰۹۰» (انگلیسی: 708090) یک فیلم چینی در سبک کمدی رمانتیک است که در سال ۲۰۱۵ منتشر شد. ساخت فیلم در ۱۴ سپتامبر ۲۰۱۴ در شهر شنژن آغاز و در ۲۰ اکتبر ۲۰۱۴ در شهر پنوم‌پن به پایان رسید.